# County Kildare
County Kildare (Iers: Cill Dara) is een Iers graafschap ten zuidwesten van County Dublin in de provincie Leinster. Het graafschap heeft een oppervlakte van 1693 km², en inwoneraantal van 210.312 (2011).
De hoofdstad van het graafschap is Naas. De stad Kildare is de oudste van Ierland, en bevat veel historische bezienswaardigheden.

## Bijzonderheden
- The Curragh renbaan. County Kildare staat ook bekend om de kwaliteit van de paarden die er gefokt worden.
- Moore Abbey ligt in het stadje Monasterevin. Het is de plek waar Sint-Evin in de 6e eeuw een klooster heeft gesticht.
- Industrie: In Leixlip staat een grote Intel-fabriek.
- Maynooth is het onderwijscentrum van het graafschap. Hier staat NUI Maynooth, een universiteit die bekendstaat om belangrijk praktisch en theoretisch onderzoek.

Op de Ierse nummerplaten wordt het graafschap afgekort tot KE. De sportkleur van het graafschap is wit.

## Plaatsen
| Engels            | Iers              | Inwoners |
| ----------------- | ----------------- | -------- |
| Allenwood         | Fiodh Alúine      | 1.685    |
| Ardclough         | Ard Cloch         | 300      |
| Athy              | Baile Átha Í      | 11.035   |
| Ballymore Eustace | Baile Mór         | 689      |
| Caragh            | Cearthach         | 966      |
| Celbridge         | Cill Droichid     | 20.601   |
| Clane             | Claonadh          | 8.152    |
| Kilcock           | Cill Choca        | 8.674    |
| Kildangan         | Cill Daingin      | 317      |
| Kildare           | Cill Dara         | 10.302   |
| Leixlip           | Léim an Bhradáin  | 16.733   |
| Lyons Hill        | Liamhain          | -        |
| Maynooth          | Maigh Nuad        | 17.259   |
| Monasterevin      | Mainistir Eimhín  | 5.307    |
| Naas              | Nás na Ríogh      | 26.180   |
| Newbridge         | An Droichead Nua  | 24.366   |
| Oughter Ard       | Uachtar Árd       | -        |
| Rathangan         | Ráth Iomgháin     | 3.263    |
| Sallins           | Na Solláin        | 6.269    |
| Stickens          |                   | 100      |
| Straffan          | Teach Srafáin     | 853      |
| Suncroft          | Crochta na Gréine | 746      |

## Galerij

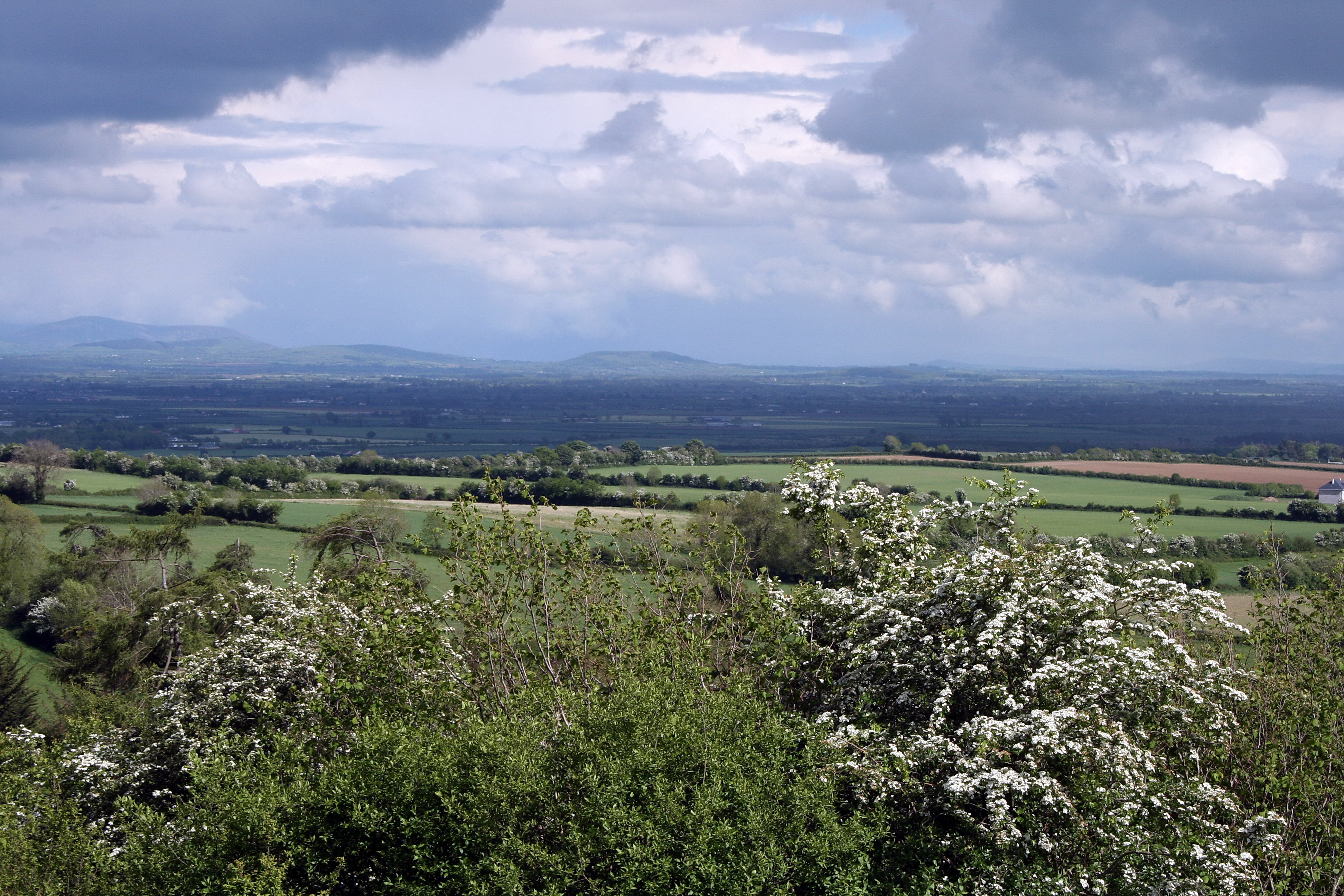
Landschap in het zuidelijk deel van Kildare
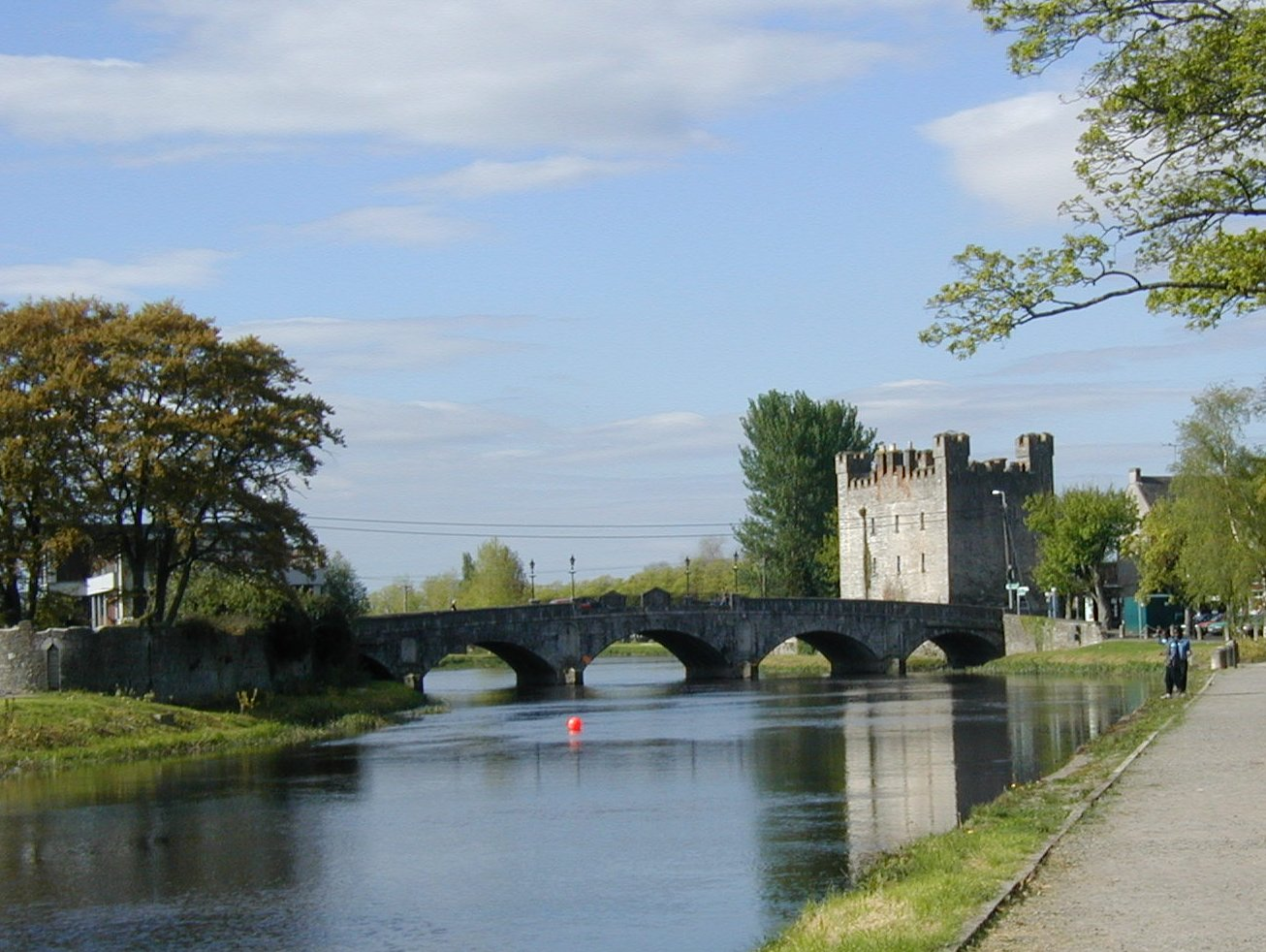
Rivier de Barrow en Whites Castle, Athy
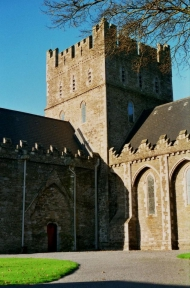
Kathedraal van Kildare
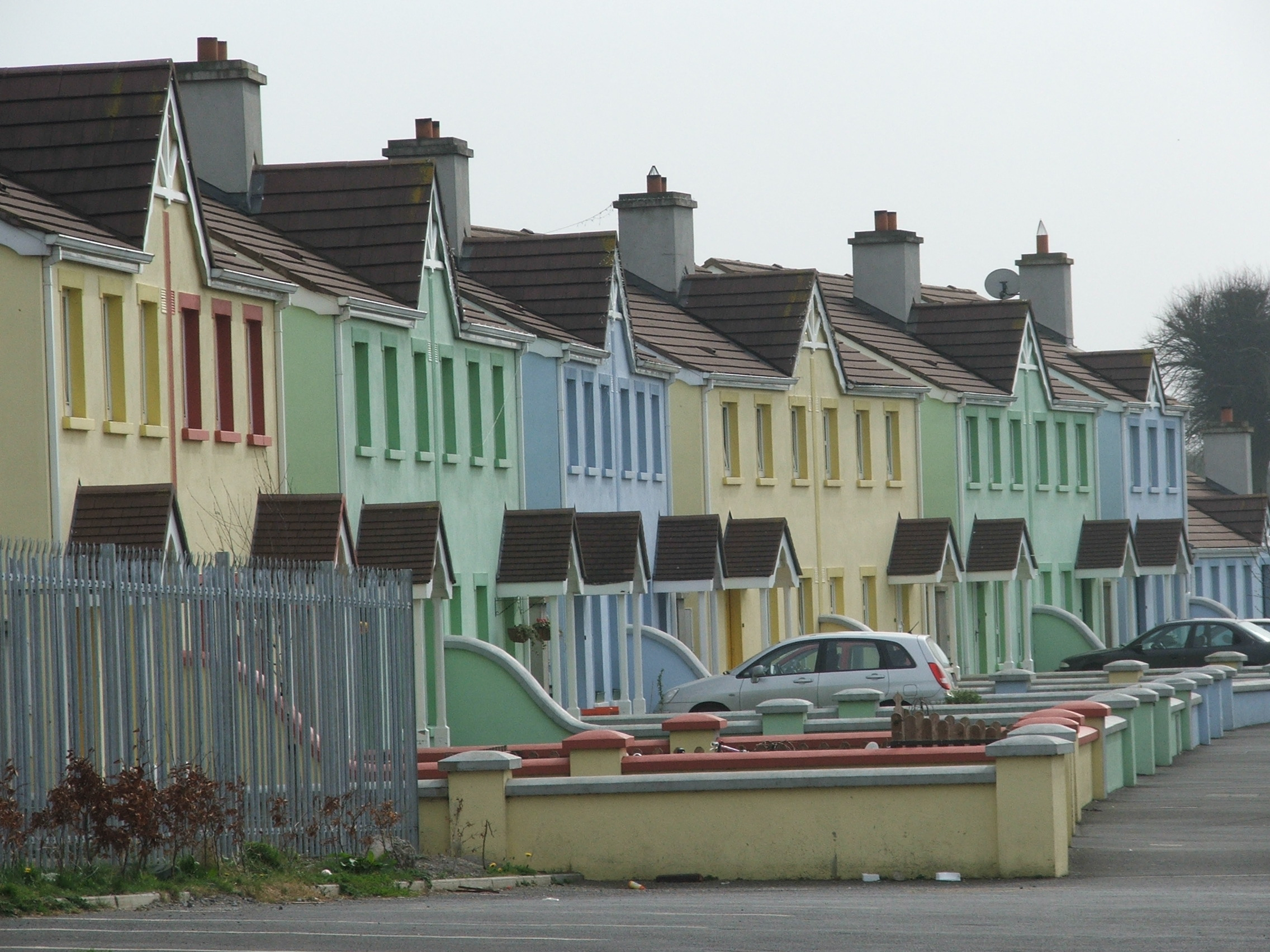
Straat in Athy
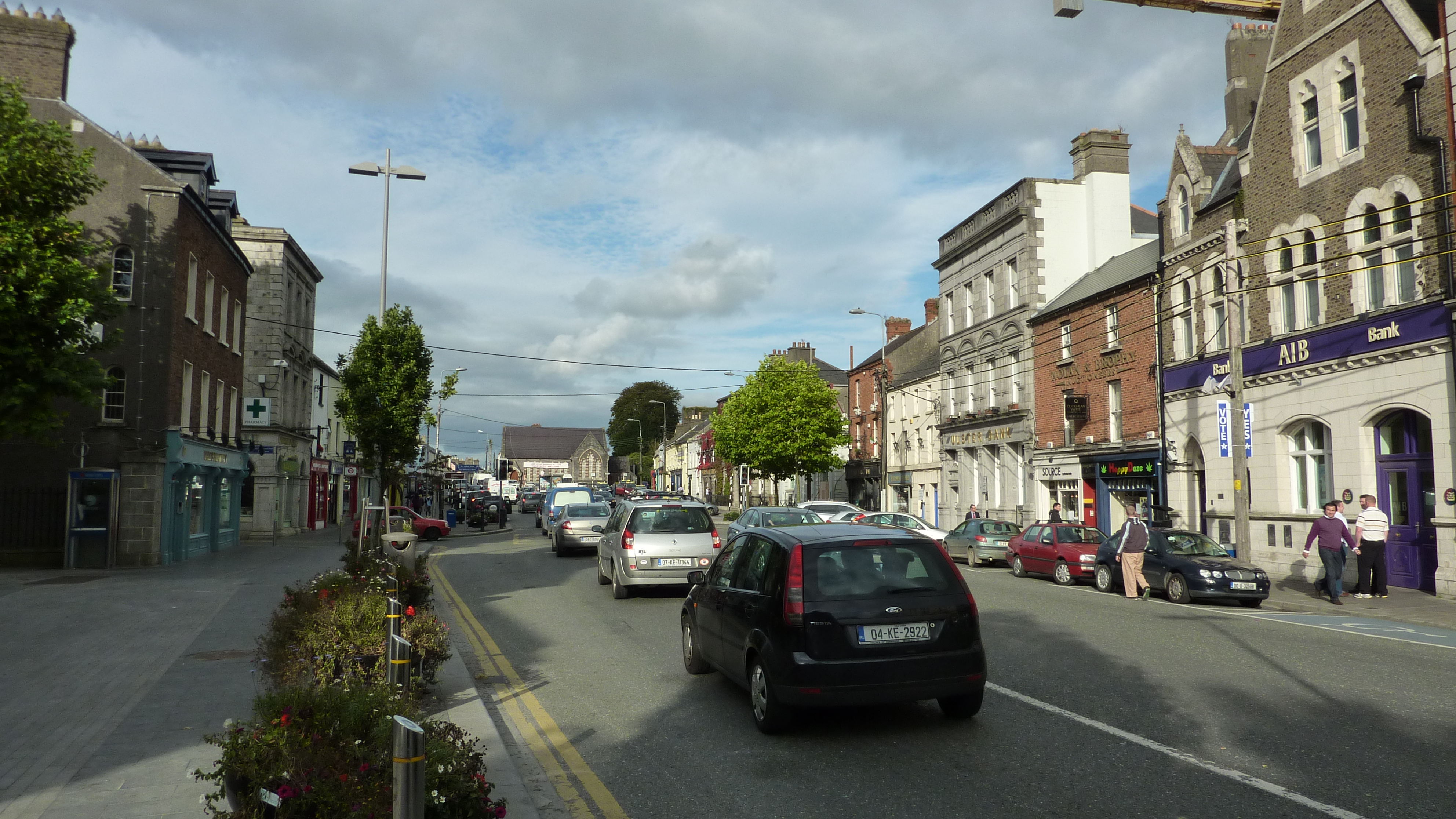
Hoofdstraat van Naas